# Dischidiopsis luzonica
Dischidiopsis luzonica är en oleanderväxtart som beskrevs av Rudolf Schlechter. Dischidiopsis luzonica ingår i släktet Dischidiopsis och familjen oleanderväxter. Inga underarter finns listade i Catalogue of Life.